# Eutelia nattereri
Eutelia nattereri là một loài bướm đêm trong họ Noctuidae.